# محمود هدی
محمود هدی (انگلیسی: Mahmoud Houda; ۲ آوریل ۱۸۹۹ – ۳ ژوئن ۱۹۶۴) بازیکن فوتبال اهل مصر بود.
وی همچنین در تیم ملی فوتبال زیر ۲۳ سال مصر بازی کرده‌است.